# Callistolixus
Callistolíxus — підрід жуків роду Lixus родини Довгоносики (Curculionidae).

## Зовнішній вигляд
До цього підроду відносяться жуки, довжина тіла яких становить 6-23 мм.. Основні ознаки:
- тіло циліндричне;
- кігтики при основі зрослися;
- вершина кожного з надкрил окремо видовжена за вершину черевця і загострена, ці загострення розходяться у боки;
- надкрила за серединою із світлою поперечною перев'яззю, а у передній їх половині звичайно є ще й широка світла смуга вздовж шва, яка з'єднується із перев'яззю за серединою;
- борозенки при основі та вершині надкрил часто мають глибокі розриви, бічні борозенки в передній частині дуже сильно вигнуті;
- черевце знизу, біля бокового краю, із плямами з густих повстеподібних волосків.

Фото видів цього під роду див. на.

## Спосіб життя
Типовий для видів роду Lixus. Для вивчених у цьому відношенні видів рослинами-господарями слугують різні види з родини Селерові. Імаго живляться зеленими частинами рослин, яйця відкладають у стебла. Личинки живляться тканинами серцевини і заляльковуються у камері з тонкими стінками.

## Географічне поширення
Ареал підроду охоплює весь Південь Палеарктики, тяжіючи до його центральної частини. У цих широких межах деяким видам притаманний порівняно невеликий регіон. Один з видів цього підроду мешкає в Україні (див. нижче).

## Класифікація
Наводимо перелік 10 видів цього підроду, що мешкають у Палеарктиці. Вид з української фауни позначений кольором:
- Lixus bifasciatus Petri, 1904 — Казахстан, Середня Азія
- Lixus cylindrus  Fabricius, 1781 — вся Південна Європа, Західний Сибір, Закавказзя, Іран, Туреччина
- Lixus farinifer  Reitter, 1892 — південь Європейської Росії, Закавказзя, Іран, Туреччина
- Lixus furcatus  Olivier, 1807 — Південна Європа, Закавказзя, Іран, Туреччина, Сирія, Алжир, Марокко
- Lixus hypocrita  Chevrolat, 1866 — Іспанія
- Lixus kulzeri Zumpt, 1932 — Туреччина
- Lixus motacilla Schönherr, 1832 — Закавказзя, Іран
- Lixus obesus  Petri, 1904 — Південна Європа (від Італії до Закавказзя), Іран, Ліван, Туреччина
- Lixus petiolicola Güultekin & Korotyaev, 2011 — Туреччина
- Lixus tschemkenticus Faust, 1883 — Казахстан, Таджикистан